# Калита, Иван Александрович
Ива́н Алекса́ндрович Калита́ (14 января 1927, Большая Алексеевка, Козловский уезд, Тамбовская губерния, РСФСР — 29 марта 1996, Москва) — советский спортсмен-конник (выездка), олимпийский чемпион 1972 года, чемпион мира 1970 года, многократный чемпион СССР, самый возрастной участник Олимпийских игр в истории советского спорта. Заслуженный мастер спорта СССР (1970).

## Биография
С декабря 1944 года служил коноводом в кавалерийском училище инструкторов конного дела.
Иван Калита участвовал в пяти подряд летних Олимпийских играх (1960, 1964, 1968, 1972, 1976), выступая в личном и командном первенствах по выездке. Его тренерами были Григорий Анастасьев и Николай Ситько.
Дебютировал на Олимпийских играх в 1960 году в Риме в возрасте 33 лет, занял пятое место в личном первенстве.
Окончил Военную академию им. М. В. Фрунзе (1961). Выступал за ЦСКА. Член КПСС с 1952 года.
Через 4 года в Токио Калита был 15-м в личном первенстве, а в составе сборной СССР выиграл на Моаре бронзу в командном первенстве (вместе с Сергеем Филатовым и Иваном Кизимовым).
В 1968 году в Мехико Калита был 4-м в личном первенстве (золото выиграл Иван Кизимов). В составе сборной СССР Калита выиграл на Абсенте серебро в командном первенстве (вместе с Иваном Кизимовым и Еленой Петушковой).
В 1972 году в Мюнхене Калита на Тарифе стал 5-м в личном первенстве (Петушкова стала второй, Кизимов — четвёртым), а в составе сборной СССР стал олимпийским чемпионом в командной выездке (вместе с Кизимовым и Петушковой). Это стало первой победой советских спортсменов в командных соревнованиях во всех видах конного спорта на Олимпийских играх. На момент победы в Мюнхене Калите было уже более 45 лет, что сделало его одним из самых возрастных олимпийских чемпионов в истории СССР.
Через 4 года в Монреале Калита последний раз выступил на Олимпиаде и стал 13-м в личном первенстве, а в составе сборной СССР занял 4-е место в командном первенстве (вместе с Иваном Кизимовым и Виктором Угрюмовым). На момент последнего выступления в Монреале Калите было 49 лет и 197 дней, что делает его самым возрастным участником Олимпийских игр во всех видах спорта в истории СССР.
Ещё во время спортивной карьеры Иван Александрович стал тренером. С 1978 года тренировал сборную СССР. На Играх 1992 года в Барселоне Калита был тренером сборной Объединённой команды по выездке.
Скончался 29 марта 1996 года, похоронен на 42-м участке Химкинского кладбища.

## Награды
- орден Отечественной войны II степени (11.03.1985)[9]
- 3 ордена «Знак Почёта» (16.09.1960, за успешные выступления в XVII летних и VIII зимних Олимпийских играх 1960 года, а также за выдающиеся спортивные достижения[10]; 02.12.1970; 05.10.1972)
- медаль «За победу над Германией» (1946)[4]
- другие медали